# Uniophora dyscrita
Uniophora dyscrita är en sjöstjärneart som beskrevs av Hubert Lyman Clark 1923. Uniophora dyscrita ingår i släktet Uniophora och familjen trollsjöstjärnor. Inga underarter finns listade i Catalogue of Life.